# Tourisme au Costa Rica

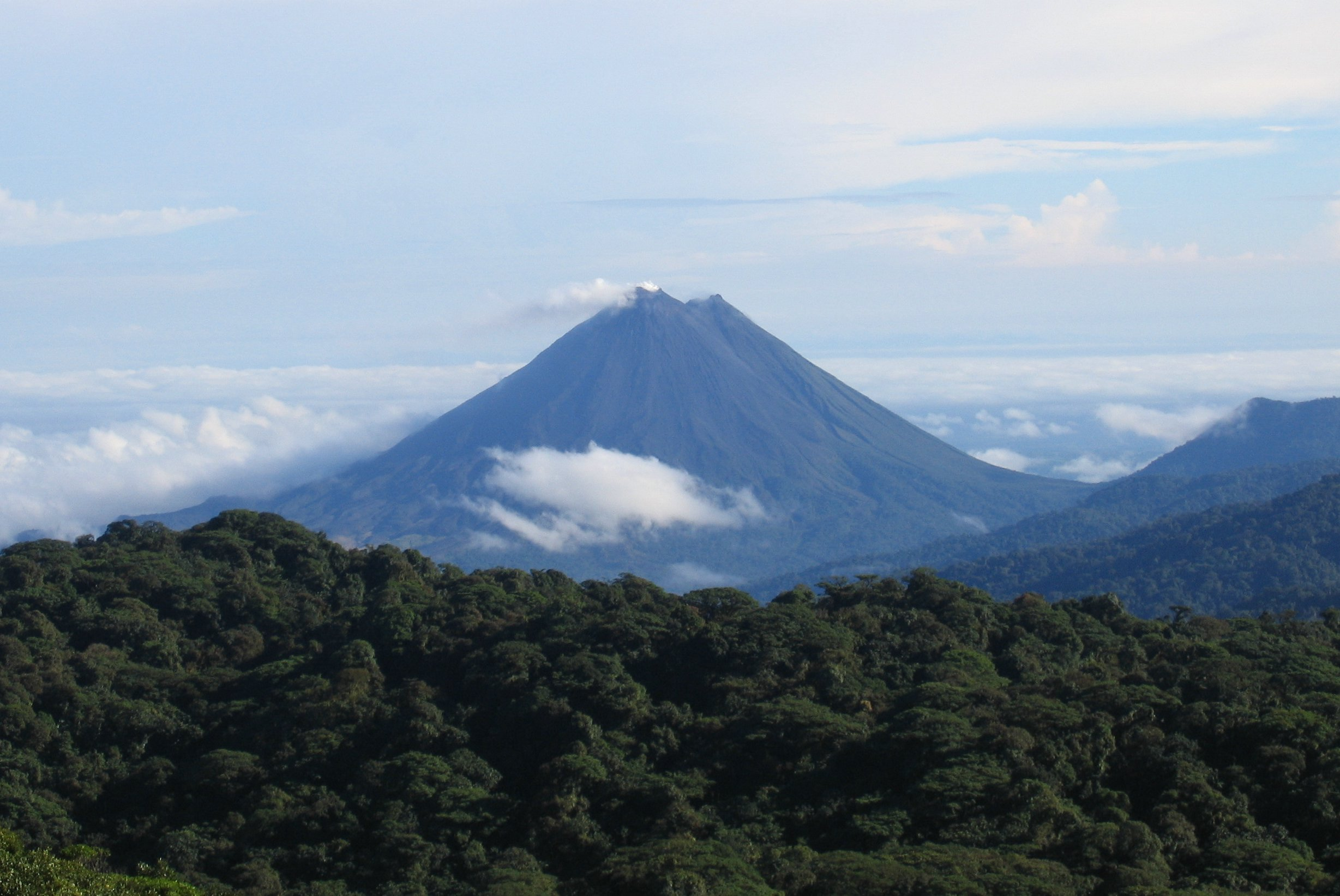
Volcan Arenal

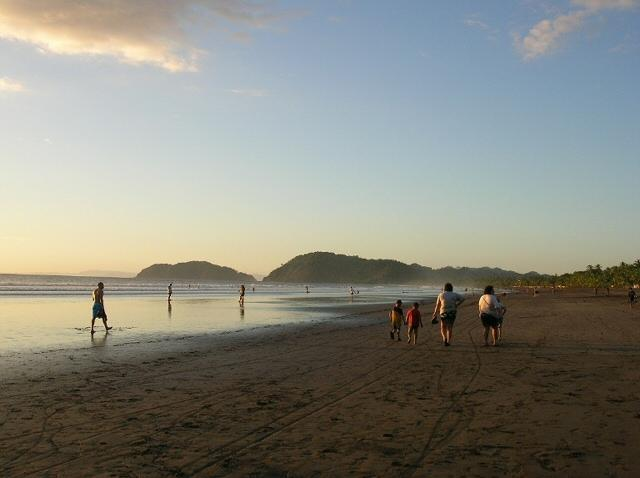
LJaco Beach

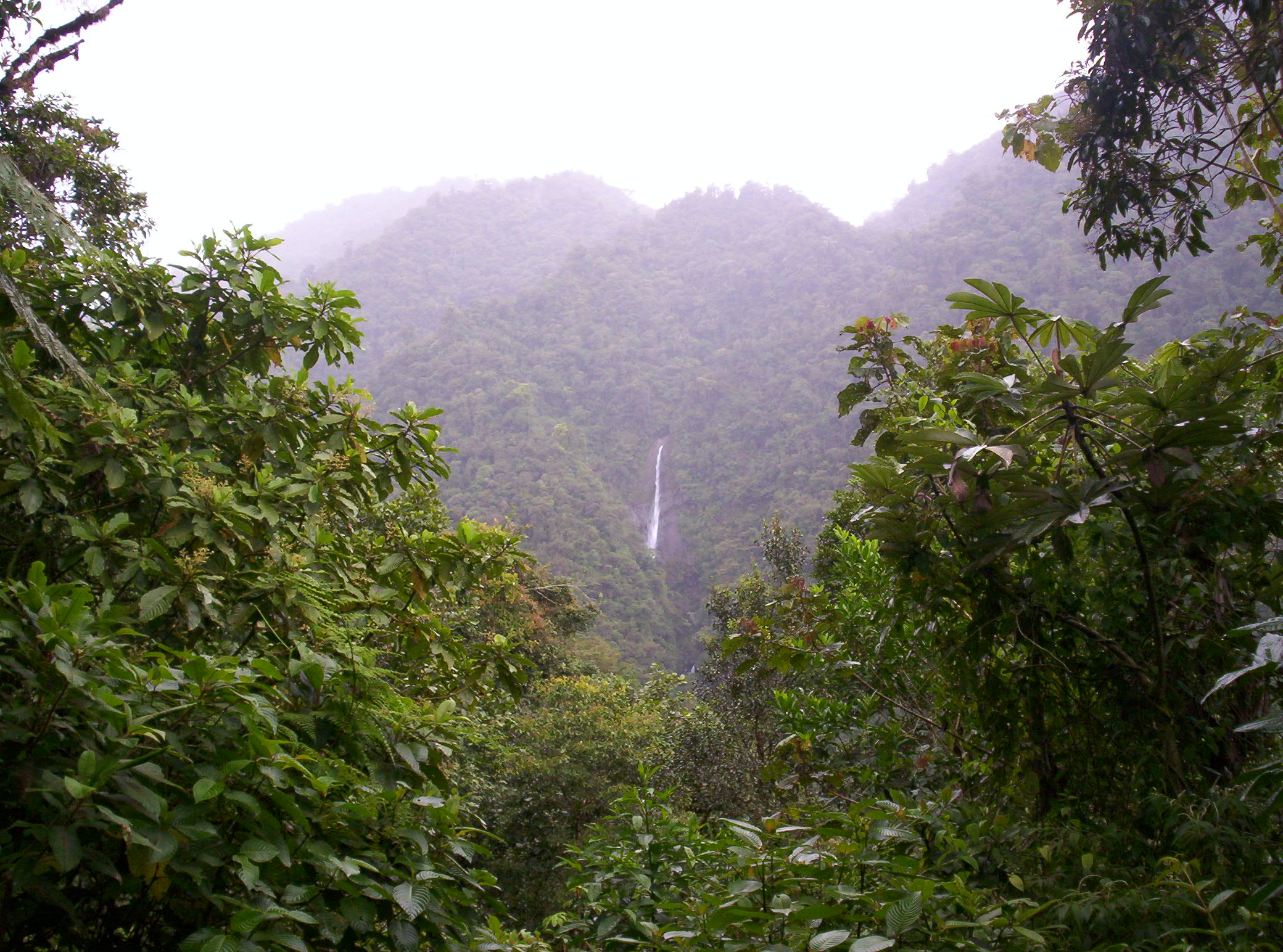
Parc national Tapanti

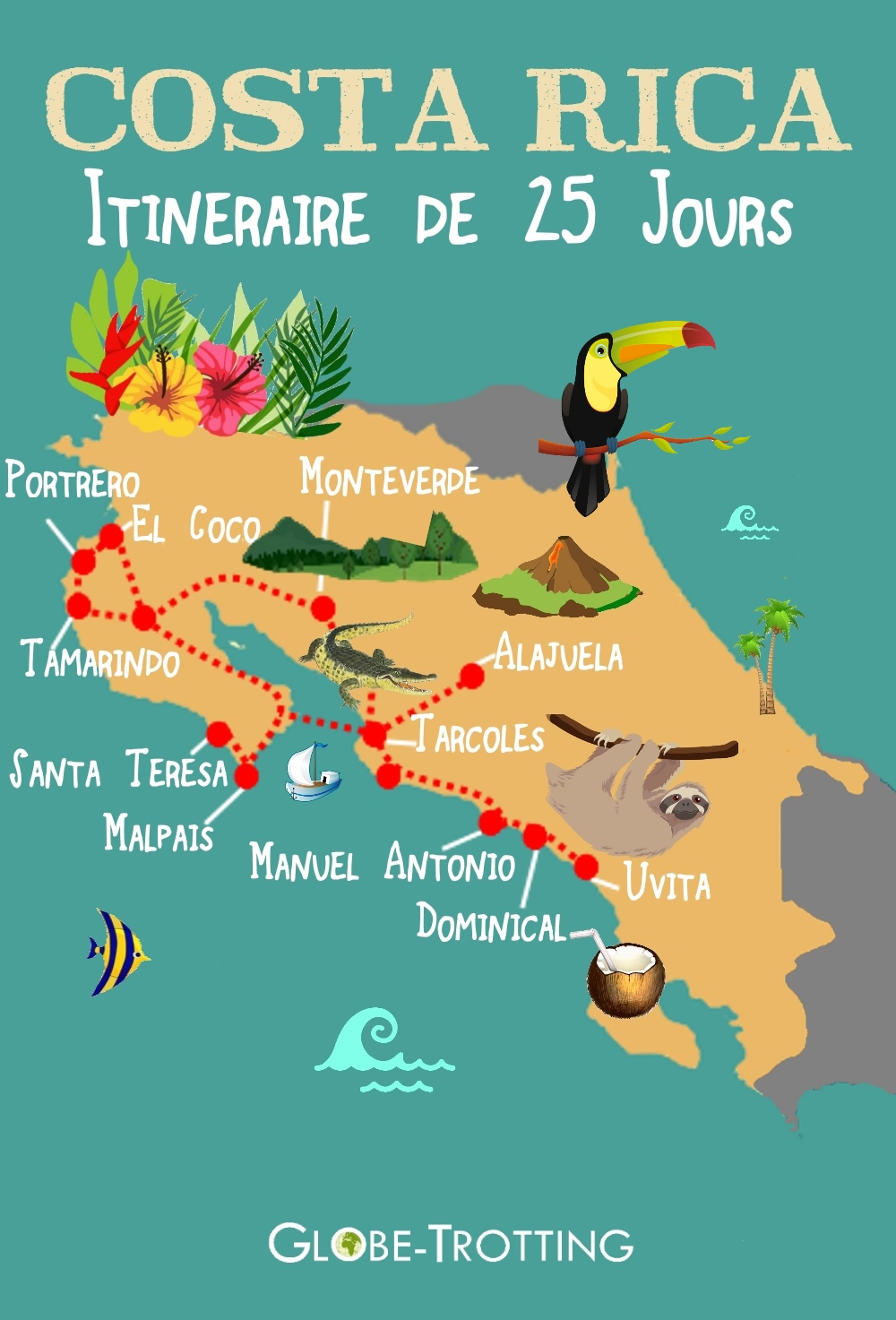
Carte Touristique du Costa Rica

Le Costa Rica est la première destination touristique d'Amérique centrale avec 1 928 890 touristes en 2007, devant le Guatemala et le Panama.

## Aspects économiques
En 2005, le tourisme au Costa Rica a généré des revenus de 1 milliard 589 millions de dollars américains.  
En 2023, le Costa Rica a accueilli environ 3 millions de visiteurs ce qui représente environ 8,2 % du PIB (produit intérieur brut = biens et services produit par un pays en une année).  
Le Costa Rica est classée 38 eme mondial des destinations prisées par les touristes à la recherche d'une nature majestueuse.  
Le Costa Rica est reconnu pour sa stabilité politique et son engagement envers la paix, offrant aux voyageurs une expérience sécurisée.    

## Classement des pays
Le classement suivant s'appuie sur les chiffres de l'année 2005 pour laquelle 1 679 051 touristes étrangers avaient été comptabilisés :
1. États-Unis : 758 134 touristes (45 % du total).
2. Nicaragua : 231 712 touristes (14 %).
3. Canada : 86 906 touristes (5 %).
4. Panama : 72 730 touristes.
5. Mexique : 50 330 touristes.
6. Espagne : 49 218 touristes.
7. Salvador : 44 873 touristes.
8. Guatemala : 37 771 touristes.
9. Allemagne : 38 523 touristes.
10. Honduras : 27 719 touristes.
11. Colombie : 27 130 touristes.
12. Royaume-Uni : 26 917 touristes.
13. France : 24 365 touristes.
14. Pays-Bas : 24 173 touristes.
15. Italie : 20 726 touristes.
16. Argentine : 15 622 touristes.
17. Venezuela : 14 222 touristes.
18. Suisse : 12 730 touristes.
19. Israël : 8 862 touristes.

Il apparait qu'un peu plus des trois quarts (78 %) des touristes proviennent de pays d'Amérique du Nord et d'Amérique centrale (respectivement 53 % et 25 %), dont une majorité des États-Unis qui représentent 45 % de la clientèle touristique internationale. L'Europe représente une part de 14 %.

### Évolution de la clientèle étrangère
|             | 1997    | 1998    | 1999      | 2000      | 2001      | 2002      | 2003      | 2004      | 2005      | 2006      | 2007      |
| ----------- | ------- | ------- | --------- | --------- | --------- | --------- | --------- | --------- | --------- | --------- | --------- |
| Royaume-Uni | 14 828  | 14 935  | 15 023    | 15 432    | 18 922    | 19 037    | 23 019    | 24 158    | 26 917    | 27 890    |           |
| France      | 9 401   | 10 488  | 10 106    | 11 231    | 15 558    | 18 309    | 23 606    | 23 467    | 24 365    | 24 392    | 25 413    |
| TOTAL       | 811 490 | 942 853 | 1 031 585 | 1 088 075 | 1 131 406 | 1 113 359 | 1 238 692 | 1 452 926 | 1 679 051 | 1 725 261 | 1 928 890 |

## Principaux points d'intérêt
- les principales villes:
  - San José
  - Alajuela
  - Cartago
  - Heredia
  - Liberia
  - Puerto Limón

Sites naturels
- Parc National de Tortuguero
- Île Cocos
- Volcan Arenal
- Plages